# Трагедија генија
Трагедија генија: душевни поремећаји знаменитих људи је скуп биографских текстова о истакнутим личностима, српског војног лекара, историчара медицине и професора Владимира Станојевића (Брезник, 1886 — Београд, 1978) први пут објављена 1960. године.

## О аутору
Владимир Станојевић је по образовању био лекар. Свој радни век провео је као санитетски официр. Као историчар медицине је остварио своја значајна дела. Оснивач је Секције за историју медицине 1950. године и Музеј српске медицине 1955. године.

## О делу
Трагедија генија је књига у којој су описани душевни поремећаји знаменитих људи.
Књига Трагедија генија представља, друго, темељно прерађено и допуњено издање књиге Лудило и култура која је издата 1924. године.
Лекари, биолози, патолози и многи други, проучавајући стваралаштво великих ствараоца упућују своју пажњу на саму личност, а тек онда на његово дело. Траже узајамне односе и узрочне везе између саме личности и дела које је створио.

### Делови књиге
Уводни део књиге се бави стваралаштвом, а други и трећи део књиге чине поглавља посвећена генијима и њиховим животима и остварењима.
Увод
- Порекло културног стваралаштва - аутор говори о повезаности генија и психичких поремећаја кроз историју. Изнета су бројна мишљења филозофа и лекара о овој тематици.[6]
- Песничко надахнуће и његова стваралачка моћ - аутор говори о надахнућу, али и повезаности надахнућа великих умова са алкохолом и другим опијатима.[6]
- Биологија и патологија наслеђа - аутор се бави проблемом наслеђа.[6]

Судбина генија
- У поглављима другог дела књиге приказани су: Оливер Кромвел, Иван Грозни, Петар Велики, Фридрих Велики, Гроф Мирабо, Максимилијан Робеспјер, Наполеон Бонапарта, Бифон, Артур Шопенхауер, Владимир Соловјов, Лудвиг ван Бетовен, Хектор Берлиоз, Рихард Вагнер, Петар Иљич Чајковски, Данте Алигијери, Торквато Тасо, Вилијам Шекспир, Жан Батист Поклен Молијер, Жан-Жак Русо, Волтер, Фридрих Шилер, Бајрон, Гете, Александар Сергејевич Пушкин, Михаил Јурјевич Љермонтов, Едгар Алан По, Оноре де Балзак, Николај Васиљевич Гогољ, Жерар де Нервал, Хајнрих Хајне, Шарл Бодлер, Фјодор Михајлович Достојевски, Ги де Мопасан, Пол Верлен, Оскар Вајлд, Фридрих Ниче и Лав Николајевич Толстој.[3]

Мање познате судбине
- У поглављима трећег дела књиге приказани су: Јованка Орлеанка, Ђироламо Савонарола, Мартин Лутер, Кардинал Ришеље, Карло XII, Сен-Симон, Парацелзус, Паскал, Њутн, Албреrт Халер, Карл Лине, Кант, Ампер, Конт, Роберт Мајер, Дизел, Микеланђело, Винсент ван Гог, Тулуз-Лотрек, Арнолд Беклин, Моцарт, Доницети, Шуман, Беџих Сметана, Шопен, Мусоргски Модест Петрович, Свифт, Шели Перси Биш, Николаус Ленау, Алфред Мисе, Густав Флобер, Иван Сергејевич Тургењев, Виктор Иго, Артур Рембо, Александар Дима и Емил Зола.[3]